# Johann Bruecker
Johann Bruecker (* 3. September 1881 in Neu-Pasua (heute Nova Pazova), Serbien; † 3. Juni 1965 in Schönaich bei Stuttgart) war ein deutscher Geschäftsmann und der Erfinder des Trockenrasierers.

## Leben
Bruecker war Donauschwabe und kam 1881 in Neu-Pasua im heutigen Serbien auf die Welt. 1907 wanderte er in die USA aus, wo er 1915 ein Patent für einen Trockenrasierapparat anmeldete. Gut zehn Jahre lang entwickelte er einen elektrischen Rasierapparat, den er 1937 unter dem Namen „Sunbeam Shavemaster“ in 27 Ländern auf den Markt brachte. Bei dieser Erfindung kam ihm Jacob Schick zuvor, der bereits 1931 einen Elektrorasierer anbot.
Im Jahr 1953 machte sich Bruecker in Süddeutschland auf die Suche nach seinem heimatvertriebenen Bruder Peter, den er in Schönaich bei Stuttgart fand. Die Massenunterkünfte, die er dort zu sehen bekam, veranlassten ihn zum Bau von zwei Mehrfamilienhäusern. In den folgenden Jahren ließ Brueckers Stiftung weitere Neubauten in der Gemeinde entstehen. Auch seine amerikanische Heimatstadt Glendale in Kalifornien profitierte von seinen Wohltaten.
Ab 1958 gingen Brueckers Einnahmen aus den Lizenzen für Rasierapparate deutlich zurück. Er verarmte und zog 1962 schließlich nach Schönaich, wo er bis zu seinem Tode 1965 in einer der von ihm gestifteten Wohnungen lebte.
An den Erfinder und Wohltäter, der 1954 zum Ehrenbürger der Gemeinde ernannt wurde, erinnern die Johann-Bruecker-Schule und die Johann-Bruecker-Straße in Schönaich.

## Film
- Dokumentarfilm „Der Rasierer des Herrn Bruecker“
- Wir bauen auf! ZDF-Dokumentation, Sendung vom 1. Dezember 2020